# Pal (Einheit)
Pal, auch Pägel oder Pále, war ein dänisches Volumenmaß für Wein.
- 1 Pal = 12 1/6 Pariser Kubikzoll = 6/25 Liter
- 4 Pal = 1 Pott
- 8 Pal = 1 Kanne
- 15,5 Pal = 1 Stübchen
- 155 Pal = 1 Anker
- 620 Pal = 1 Ohm
- 3720 Pal = 1 Fuder